# Versailles (Illinois)
Versailles es una villa ubicada en el condado de Brown en el estado estadounidense de Illinois. En el Censo de 2010 tenía una población de 478 habitantes y una densidad poblacional de 196,76 personas por km².

## Geografía
Según la Oficina del Censo de los Estados Unidos, Versailles tiene una superficie total de 2.43 km², de la cual 2.42 km² corresponden a tierra firme y (0.53%) 0.01 km² es agua.

## Demografía
Según el censo de 2010, había 478 personas residiendo en Versailles. La densidad de población era de 196,76 hab./km². De los 478 habitantes, Versailles estaba compuesto por el 98.54% blancos, el 0.42% eran afroamericanos, el 0.42% eran amerindios, el 0% eran asiáticos, el 0% eran isleños del Pacífico, el 0% eran de otras razas y el 0.63% pertenecían a dos o más razas. Del total de la población el 1.46% eran hispanos o latinos de cualquier raza.